# Diaporthe tulasnei
Diaporthe tulasnei är en svampart som beskrevs av Niessl 1870. Diaporthe tulasnei ingår i släktet Diaporthe och familjen Diaporthaceae.   Inga underarter finns listade i Catalogue of Life.